# Кроазет
Кроазет (фр. Croisette) насеље је и општина у североисточној Француској у региону Север-Па д Кале, у департману Па де Кале која припада префектури Арас.
По подацима из 2011. године у општини је живело 316 становника, а густина насељености је износила 41,36 становника/km². Општина се простире на површини од 7,64 km². Налази се на средњој надморској висини од 141 метар (максималној 146 m, а минималној 114 m).

## Демографија
| 1962. | 1968. | 1975. | 1982. | 1990. | 1999. | 2011. |
| ----- | ----- | ----- | ----- | ----- | ----- | ----- |
| 293   | 287   | 297   | 325   | 302   | 308   | 316   |

График промене броја становника у току последњих година